# Distretto di Santa María (Perù)
Il distretto di Santa María è uno dei dodici distretti della provincia di Huaura, in Perù. Si trova nella regione di Lima e si estende su una superficie di 127,51 chilometri quadrati.
Istituito il 6 dicembre 1918, ha per capitale la città di Cruz Blanca.